# Зубчатокрылки
Зубчатокрылки (лат. Carcharodus) — род бабочек из семейства толстоголовок, выделяемый на основании особенностей копулятивного аппарата

## Описание
Род включает бабочек среднего размера. Крылья с волнистым внешним краем. На крыльях находятся светлые пятна и прозрачные участки. Андрокониальные поля, находящиеся на крыльях самцов располагаются на переднем крае, а у некоторых видов и на нижней стороне передних крыльев.

## Распространение
Представители рода широко распространены в центральной и южной Европе, в Северной Африке и в Азии от северной Индии до южной Сибири. Встречаются на лугах, просеках и других солнечных тёплых местах. Часто посещают цветы. Гусеницы питаются растениями из семейств Malvaceae и Lamiaceae.

## Виды
- Carcharodus alceae (Esper, 1780) — Толстоголовка алцеевая[2]
- Carcharodus tripolina Verity, 1925
- Carcharodus lavatherae (Esper, 1783) — Толстоголовка чистецовая[1][3]
- Carcharodus baeticus Rambur, 1840
- Carcharodus flocciferus Zeller, 1847 — Толстоголовка кистеносная
- Carcharodus orientalis Reverdin, 1913 — Толстоголовка восточная[1]
- Carcharodus stauderi Reverdin, 1913
- Carcharodus dravira Moore, 1875

## Галерея

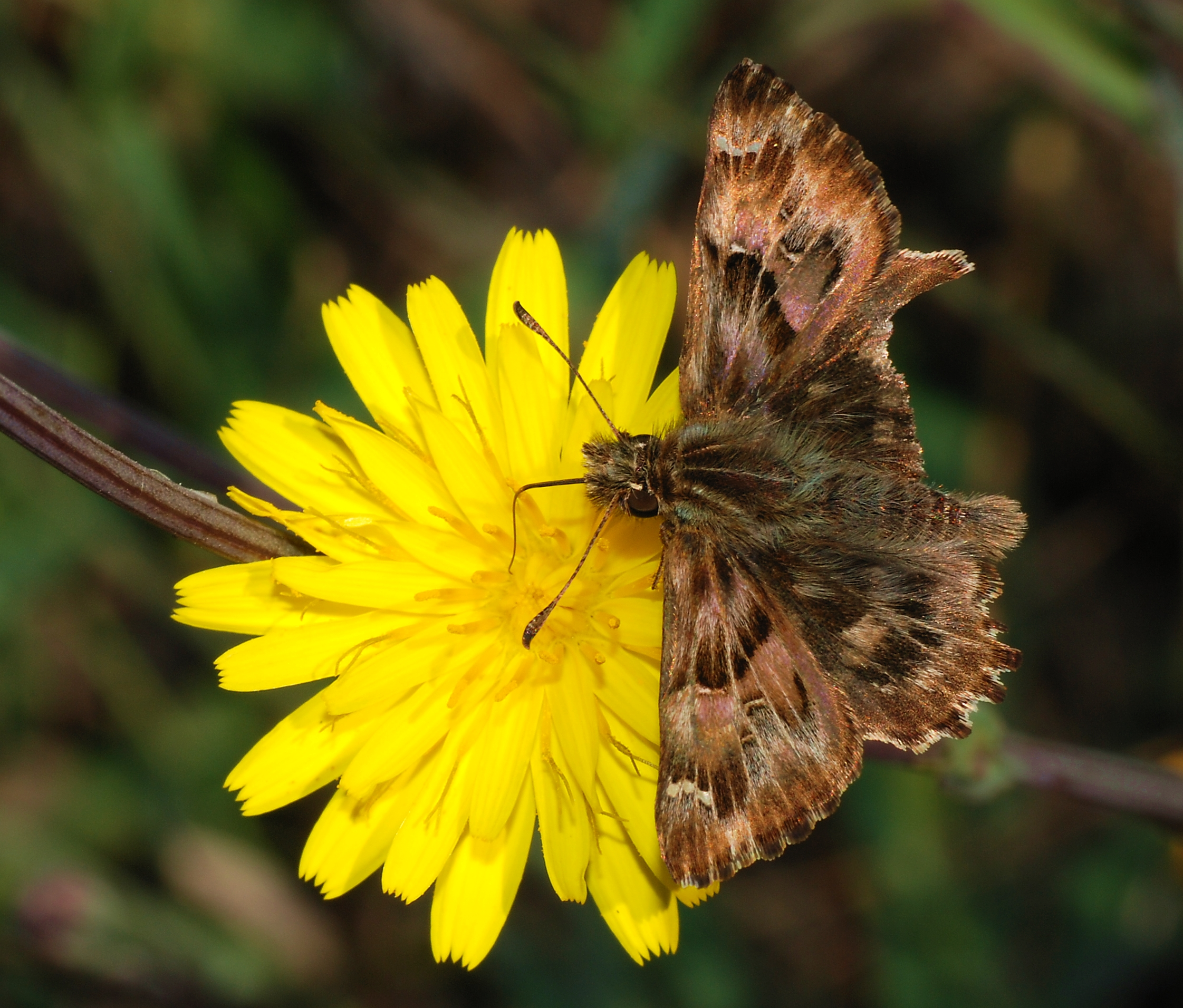
Carcharodus tripolina
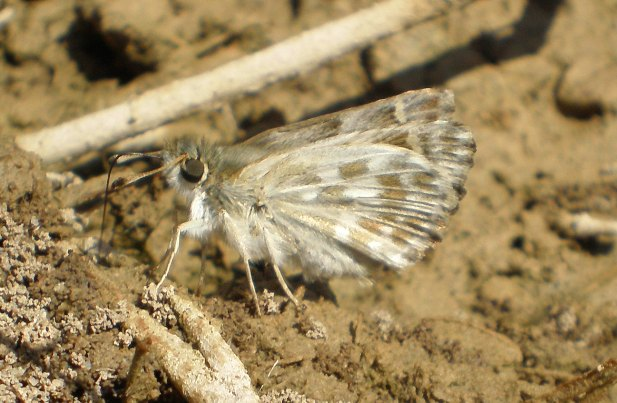
Carcharodus baeticus
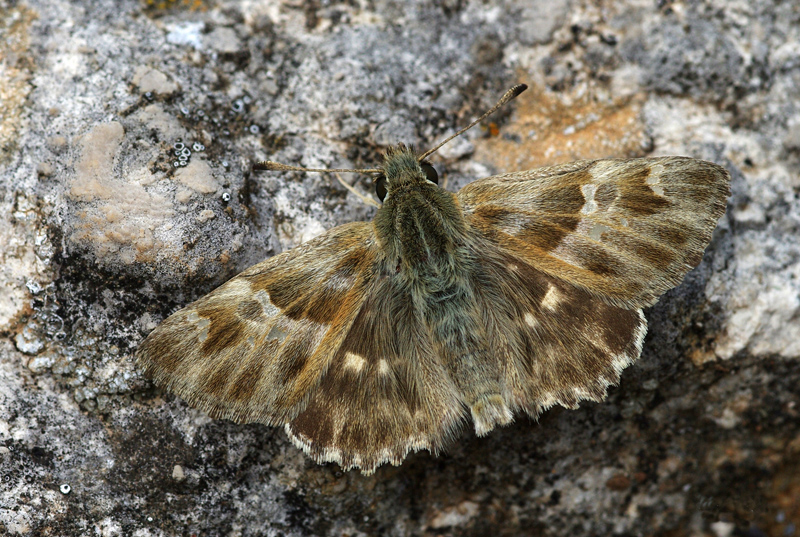
Carcharodus orientalis